# MongoDB Inc.
Sede da MongoDB em Palo Alto, Califórnia
MongoDB Inc. (antes conhecida como 10gen) é uma empresa americana que desenvolve e fornece suporte comercial para o MongoDB, um banco NoSQL que armazena dados em documentos no formato JSON com esquemas flexíveis.

## História
A empresa surgiu em 2007 com o nome de 10gen. Baseada em Nova Iorque, a 10gen foi fundada pelo co-fundador da DoubleClick e CTO Dwight Merriman e pelo CEO Kevin P. Ryan com Eliot Horowitz, engenheiro e fundador da ShopWiki. A 10gen recebeu 81 milhões de dólares de financiamento de empresas e fundações como a Intel, a Red Hat e a New Enterprise Associates. O foco da 10gen originalmente era desenvolver uma arquitetura de PaaS baseada inteiramente em componentes de código aberto. No entanto, a empresa não conseguiu encontrar uma plataforma de banco de dados que se encaixasse em seus requisito para uma arquitetura em nuvem.
Como resultado dessa frustração, o grupo começou a desenvolver um banco de dados orientado a documentos chamado MongoDB. Percebendo o potencial do software que haviam criado, o time resolveu deixar de lado seu objetivo inicial e focar em manter o MongoDB. Em fevereiro de 2009, a 10gen lançou o MongoDB como um projeto de código aberto. Abriram seu primeiro escritório na costa oeste dos EUA em agosto de 2010, e em 2012 já possuía escritórios em Palo Alto, Londres, Dublin, Sydney e Barcelona.
Em setembro de 2012, 10gen foi considerada uma das melhores empresas de software e entrou pra lista do The Wall Street Journal de companias mais promissoras do ano.

Em 27 de agosto de 2013, a 10gen anunciou que mudaria seu nome para MongoDB Inc., para associar sua imagem ao sistema que se tornou seu principal projeto.